# Grand Canyon West
Grand Canyon West i Hualapai (Wall-a-pie) Indianerreservatet.
For at komme til Grand Canyon West som ligger 126 km (79 mil) fra Kingman, kør mod nordvest på US 93 til Dolan Springs krydset, Pearce Ferry Road (MR 25) og ind på Diamond Bar Road (kør forbi Diamond Bar Ranch) og videre til Quartermaster View Point hvor du kan komme ind, indtil 18.00, (det kommer an på hvornår det bliver mørkt). Fra dette sted kan man se Colorado River langt nede, og der åbnes for et dramatisk udsyn over Grand Canyon West.
Man kan komme til Battleship View Point og Guano View Point ved at tage på guidede busture.
I marts måned 2007 indviede Hualapai stammen en ny attraktion over Grand Canyon West – en glasbro som giver besøgende en dramatisk gåtur over canyonen. Glasbroen er 1.200 meter over bunden af Grand Canyon West. Normalt besøger turister South Rim (øst bred/kant), men med glasbroen håber stammen at trække flere turister til Grand Canyon West og den unikke gåtur.
Broen som bærer navnet Grand Canyon Skywalk, er lavet af 7 cm tyk og speciel fremstillet glas i Tyskland og kan bære vægten af 71 stk. Boeing 747-fly.